# Кир Цариградски
Кир Цариградски (грч. Κύρος) је хришћански светитељ и био је цариградски патријарх.
Био је патријарх осам година (705—713). За васељенског патријарха га је поставио византијски цар Јустинијан II Ринотмет и он је на том месту заменио патријарха Калиник (693—705). Убрзо по обарању Јустинијана са власти и доласка Филипика, Кир је смењен. Преминуо је 714. године.
Православна црква га слави 8. јануара по јулијанском календару, а 21. јануара по грегоријанском календару.